# Фунес (Больцано)
Фунес (італ. Funes) — муніципалітет в Італії, у регіоні Трентіно-Альто-Адідже,  провінція Больцано.
Фунес розташований на відстані близько 540 км на північ від Рима, 80 км на північний схід від Тренто, 31 км на північний схід від Больцано.

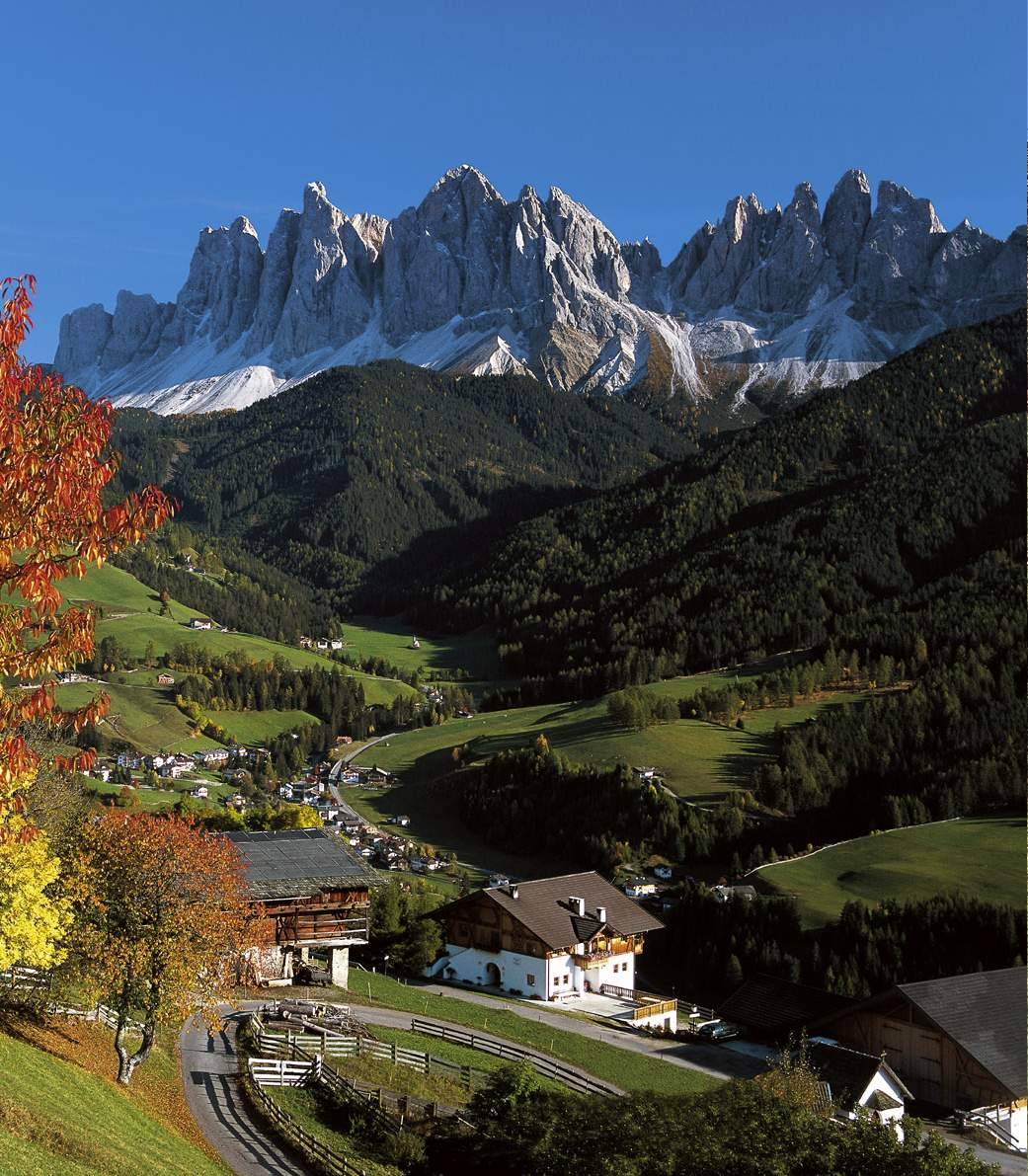

Населення — 2603 особи (2014).

## Демографія
Населення за роками:

Станом на 1 січня 2023 року в муніципалітеті офіційно проживало 120 іноземців з 28 країн, серед них 32 громадяни країн Євросоюзу та 1 громадянин України.

## Сусідні муніципалітети
- Брессаноне
- Кьюза
- Лайон
- Ортізеї
- Сан-Мартіно-ін-Бадія
- Санта-Кристіна-Вальгардена
- Вельтурно